# Scotorepens greyii
Scotorepens greyii är en fladdermusart som först beskrevs av Gray 1842.  Scotorepens greyii ingår i släktet Scotorepens och familjen läderlappar. Inga underarter finns listade i Catalogue of Life.
Denna fladdermus förekommer i norra och östra Australien. Habitatet utgörs av skogar och gräsmarker när vattendrag eller sjöar. Individerna vilar i trädens håligheter, i byggnader eller i andra gömställen. Där bildar de flockar med cirka 20 medlemmar.